# Camairago
Camairago là một đô thị ở tỉnh Lodi trong vùng Lombardia của Italia, cách khoảng 50 km về phía đông nam của Milano và khoảng 20 km về phía đông nam của Lodi. Tại thời điểm 31 tháng 12 năm 2004, đô thị này có dân số 587 người và diện tích là 12,9 km².
Đô thị Camairago bao gồm các frazione (subdivision) Bosco Valentino e Mulazzana.
Camairago giáp các đô thị: Formigara, Castiglione d'Adda, Terranova dei Passerini, Pizzighettone, Cavacurta, Codogno.